# 豊崎町 (長崎県)
豊崎町（とよさきまち）は、長崎県上県郡にあった町。1955年（昭和30年）に南隣の琴村と合併し、上対馬町となった。
現在の対馬市上対馬町の北部にあたる。

## 地理
対馬島の最北端に位置する。
- 山：オロン岳、加治我岨（かじがそね）
- 島嶼：海栗島、海老島、裸島、三つ島、高ノ島、中ノ島、鳥島、荻ノ島、品木島、志古島、東風防島、沖椎根島、地椎根島、裏島、小島
- 港湾：比田勝港、泉湾、大浦湾、津和浦

## 沿革
当町域の一帯について、中世は「豊崎郡」および「佐護郡」の各一部、近世は「豊崎郷」および「佐護郷」の各一部に属した。また『津島紀事』によれば、豊崎郷内には枝村1村を含む18村、佐護郷内には8村が属していたとされる。豊崎郷と佐護郷は対馬島内の他の各郷とともに明治5年に廃止された。
- 1908年（明治41年）4月1日 - 島嶼町村制施行により、大浦村・河内村・鰐浦村・豊村・泉村・西泊村・古里村・比田勝村・網代村・富ヶ浦村・唐舟志村・玖須村・浜玖須村・大増村が合併し上県郡豊崎村が発足[9]。
- 1948年（昭和23年）12月1日 - 豊崎村が町制施行、豊崎町となる[10]。
- 1955年（昭和30年）1月1日 - 琴村と合併して上対馬町が発足し、豊崎町は自治体として消滅。

## 地名
大字を行政区域とする。
- 網代（あじろ）
- 泉（いずみ）
- 大浦（おおうら）
- 大増（おおます）
- 河内（かわち）
- 玖須（くす）[11]
- 唐舟志（とうじゅうし）
- 富ヶ浦（とみがうら）
- 豊（とよ）
- 西泊（にしどまり）
- 浜玖須（はまぐす、はまくす）[12]
- 比田勝（ひたかつ）
- 古里（ふるさと）
- 鰐浦（わにうら）

## 名所・旧跡
- 塔ノ首遺跡[13]
- 鰐浦ヒトツバタゴ自生地[14]